# Hendrik III van Borculo

Wapen van Borculo

Hendrik III van Borculo (Borculo, 1233 - Woeringen, 1288) was heer van Borculo en burggraaf van Coevorden.

## Biografie

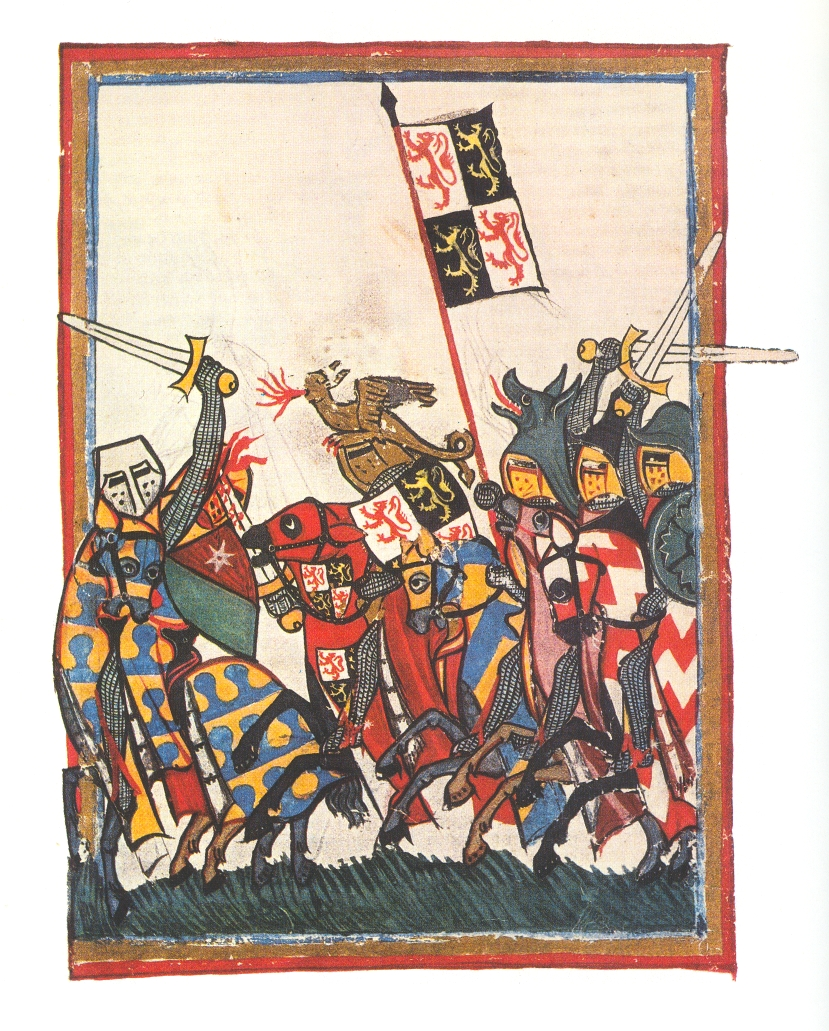
1288, de Slag bij Woeringen

Hendrik werd geboren in 1233. Na het overlijden van zijn vader Hendrik II van Borculo hertrouwde zijn moeder Euphemia van Coevorden rond 1237 met graaf Herman van Loon van het graafschap Lohn. Hendrik III was op dat moment omstreeks drie jaar oud, waardoor de Lohnse graaf zijn zaken waarnam totdat hij zelfstandig rechtshandelingen mocht verrichten op de leeftijd van twaalf of vijftien jaar. 
Hendrik trouwde vóór 1259 met Agnes, volgens sommigen mogelijk een dochter van Otto II van Gelre. Met haar had hij acht kinderen. Hendrik was leenman van de graaf van Gelre en de bisschop van Utrecht. Behalve in Borculo bezat hij land en rechten in o.a. Gelre en Drenthe. Via zijn moeders familie werd hij burggraaf van Coevorden, een ambt dat hij in ieder geval in 1276 bekleedde. Hendrik sneuvelde tijdens de Slag bij Woeringen op 5 juni 1288.

## Kinderen
Hendrik en Agnes hadden ten minste acht kinderen:
- Jutte van Borculo, trouwt 1262 met Steven van Wisch.
- Godfried van Borculo, proost van Zutphen.
- Hendrik IV van Borculo, heer van Borculo.
- Reinoud I van Borculo, burggraaf van Coevorden.
- Godfried van Borculo, waarnemend heer van Borculo na het overlijden van zijn broer Hendrik IV, tr. Bertrade van Dalen, dochter van graaf Otto van Dale (Dahl) en Cunegonda van Bronkhorst.
- Otto van Borculo.
- Johannes van Borculo, kanunnik te Luik.
- een dochter.